# Edwardsia arenosa
Edwardsia arenosa is een zeeanemonensoort uit de familie Edwardsiidae.
Edwardsia arenosa is voor het eerst wetenschappelijk beschreven door Klunzinger in 1877.